# Aftó to káti állo!
Aftó to káti állo (grec moderne : Αυτό το κάτι άλλο, que l’on peut traduire par C’est l’autre chose) est un film grec réalisé par Grigóris Grigoríou, sorti en 1963.

## Synopsis
Athènes aux années 60. Après la mort de ses parents, un jeune homme, Télis Spartális, gaspille toute sa fortune paternelle aux jeux de cartes et aux divertissements. Sa sœur Élli et leur tante Tzoúlia essaient de le retenir, sans succès. La seule solution possible pour le jeune Athénien serait le mariage avec une jeune fille issue d'une bonne, sévère et conservatrice famille bourgeoise, comme la leur. 
Hélas, la jeune fille (elle s'appelle Naná, diminutif du prénom Athanasía qui signifie en grec immortalité) passe sa vie dans les clubs d'Athènes comme lui aussi. La tante de Télis et le père de Nana ont décidé le mariage de deux jeunes. Pour des raisons différentes les deux jeunes ont accepté ce mariage ; Télis parce qu'il payera le montant d'un chèque sans provision avec la dote de ce mariage, qui doit à Stélios Kapónis. 
Ayant perdu aux jeux de cartes son usine, Télis avec l'aide de Nana et de leurs amis réussit à sauver sa propriété et à faire arrêter les malfaiteurs. À la fin, tous les amis, ils ouvrent une usine textile où ils commenceront à travailler. Ils ont pu finalement trouver le sens de la vie, dans le travail.

## Fiche technique
- Pays d'origine :  Grèce
- Réalisation : Grigóris Grigoríou
- Assistant réalisateur : Spýros Kalákos
- Scénario : Níkos Tsifóros, Polývios Vasiliádis
- Production : Frères Roussópoulos, Yeóryios Lazarídis, Dimítrios Sarrís, Kóstas Psarrás
- Directeur de production : Andréas Láppas
- Maquillage : Varvára Nikolétou
- Musique : Kóstas Klávas
- Son : Thanásis Yeoryiádis, Antónis Yeoryiádis
- Versification des chansons : Rita Cadillac (« J’aime un Athénien »), Kóstas Klávas (« Aftó to káti állo », « I skiá », « T’agóri pou agapó »)
- Chorographe : Vangélis Silinós
- Danseurs : Vangélis Silinós, Rita Cadillac
- Date de sortie : 1963
- Durée : 94 minutes

## Distribution
- Ánna Fónsou : Naná (Athanasía) Penarí
- Yórgos Pántzas : Télis Spartális
- Vivétta Tsioúni : Élli Spartáli, sœur de Télis
- Lámbros Konstandáras : Lázaros Penarís, père de Naná
- Jolly Garbi : Tzoúlia Chatziioulíou, tante de Télis
- Yórgos Konstantínou : Stélios Kapónis
- Vangélis Silinós : Státhis Kalpákis, ami de Télis
- Mártha Karayánni : Lína
- Theódoros Katsadrámis : Bábis, le barman
- Katérina Youláki : Pópy Penarí, mère de Naná
- Kóstas Bakás
- Eríkkos Kontarínis
- Déspina Nikolaïdou : Léla
- Kóstas Papachrístos
- Alékos Kourís
- Dépy Yeoryíou
- Minás Tsochatzópoulos (Max Román) : ami de Télis
- Roberto Carieri
- Sophie Honoré
- Pétros Pantazís
- Kóstas Fyssoún
- Sokrátis Korrés
- Elisabeth Van Dayk